# تسوسمارسهاوزن
تسوسمارسهاوزن (به آلمانی: Zusmarshausen) یک شهر در آلمان است که در آوگسبورگ واقع شده‌است.